# Paralomanius
Genre
Synonymes
- Eulomanius Roewer, 1949

Paralomanius est un genre d'opilions laniatores de la famille des Podoctidae.

## Distribution
Les espèces de ce genre se rencontrent aux Palaos et aux Philippines.

## Liste des espèces
Selon World Catalogue of Opiliones (02/07/2021) :
- Paralomanius longipalpus Goodnight & Goodnight, 1948
- Paralomanius mindanaoensis (Suzuki, 1977)

## Publication originale
- Goodnight & Goodnight, 1948 : « New phalangids from the southwest Pacific. » American Museum Novitates, no 1371, p. 1–14 (texte intégral).